# MotoGP 14
MotoGP 14 est un jeu vidéo de course développé et édité par Milestone, sorti en 2014 sur Windows, PlayStation 3, PlayStation 4, Xbox 360 et PlayStation Vita.

## Accueil
- Canard PC : 5/10[1]